# Musikkens Hus (Wien)
 For alternative betydninger, se Musikkens Hus. (Se også artikler, som begynder med Musikkens Hus)
Musikkens Hus ((tysk) Haus der Musik) er verdens første klangmuseum beliggende i Wien. Museet åbnede i 2000. Med moderne interaktioner og multimediepræsentationsformer bliver de 2.000 kvadratmeter brugt til at udbrede musik fra begyndelsen af de menneskelige klangprøvelser til nutidens klange.
Musikkens hus er indrettet i det hus, hvor Otto Nicolai levede, grundlæggeren af Wiener Philharmonikerne.